# 中泉站
中泉站（日语：／ Nakaizumi eki */?）是位於福岡縣直方市大字中泉395番1號之2，平成筑豐鐵道的伊田線車站。車站編號為HC5。
在2009年4月1日，以大阪市之總部的顯顯示器廠商大阪太陽新聞取得此站的命名權。此站愛稱為大阪太陽新聞中泉站。但是在2019年8月起，此站取消了愛稱。

## 歷史
- 1898年（明治31年）
  - 2月9日 - 九州鐵道（第一代）開設此站。
  - 3月29日 - 前往（貨）日燒站（日语：日焼駅）的貨物支線啟用。
- 1907年（明治40年）6月1日 - 九州鐵道（第一代）被國有化，成為帝國鐵道廳車站[2][3]。
- 1930年（昭和5年）4月1日 - 前往（貨）大城第一站（日语：大城第一駅）的貨物支線啟用。
- 1945年（昭和20年）6月10日 - 前往日燒站的貨物支線廢止。日燒站與藤棚站（日语：藤棚駅 (初代)）合併。
- 1964年（昭和39年）2月25日 - 前往大城第一站的貨物支線廢止。
- 1974年（昭和49年）3月5日 - 結束貨物起卸業務。
- 1987年（昭和62年）4月1日 - 伴隨國鐵分割民營化，車站由九州旅客鐵道（JR九州）營運[4][5][6]。
- 1989年（平成元年）10月1日 - 此站變由平成筑豐鐵道管理。
- 2009年（平成21年）4月1日 - 此站加設副站名（愛稱）。
- 2019年（令和元年）8月 - 此站取消副站名（愛稱）。

## 車站構造
車站是一座地面車站，設有2面2線的相對式月台。此站是無人車站。車站大樓內設有理髮所「藤田時尚站」。

### 月台
| 月台         | 路線    | 上下行 | 方向                                 |
| ------------ | ------- | ------ | ------------------------------------ |
| 車站大樓一方 | ■伊田線 | 下行   | 金田、田川伊田、田川後藤寺、行橋方向 |
| 車站大樓對面 | ■伊田線 | 上行   | 藤棚、赤地、南直方御殿口、直方方向   |

## 使用狀況
以下為近年度1年總上落車人次列表：
| 上落車人次變化 | 上落車人次變化  |
| 年度           | 1年總上落車人次 |
| -------------- | --------------- |
| 2012年         | 33,580          |
| 2013年         | 28,835          |
| 2014年         | 32,485          |
| 2015年         | 24,522          |
| 2016年         | 24,455          |
| 2017年         | 28,470          |
| 2018年         | 36,500          |

## 車站周邊
車站位於直方市南邊。在車站西邊約300米設有伊田線與國道200號相交處。車站東北方約1.5公里處設有縣道22號，該縣道與伊田線並行。
- 福岡縣道460號上境中泉停車場線（日语：福岡県道460号上境中泉停車場線）
- 直方市立中泉小學
- 日本郵政中泉郵局
- 清光寺幼稚園
- 清光寺
- 天理教冨久地分教會
- 中泉工業團地
- 戶田醫院
- 西尾外科
- 山崎商店
- 理容藤田（車站大樓內）

## 相鄰車站
平成筑豐鐵道
伊田線
藤棚（HC4）－中泉（HC5）－市場（HC6）

## 注腳
1. ↑  大阪サン・ニュース中泉駅（日語） - 平成筑豐鐵道
2. ↑  九州鉄道百年祭実行委員会・百年史編纂部会 (编).  初版. 九州旅客鉄道. 1988: 65 （日语）.
3. ↑  廣岡治哉 『近代日本交通史 明治維新から第二次大戦まで』 法政大學出版局，1987年4月15日。ISBN 978-4588600173
4. ↑  九州鉄道百年祭実行委員会・百年史編纂部会 (编).  初版. 九州旅客鉄道. 1988: 181 （日语）.
5. ↑  『交通年鑑 昭和63年版』 交通協力會，1988年3月。
6. ↑  今村都南雄 『民営化の效果と現実NTTとJR』 中央法規出版，1997年8月。ISBN 978-4805840863
7. ↑  統計直方 運輸・通信 平成筑豐鐵道使用狀況　（上落車人次）

## 外部連結
- 中泉站 （页面存档备份，存于）（日語）（平成筑豐鐵道沿線情報網站）